# Daan Modderman
Daniel Cornelis Tonco (Daan) Modderman (Den Haag, 11 juni 1910 - De Steeg, 12 augustus 1991) was een van de grondleggers van het aangespannen rijden, hij was een Nederlands menner van vierspannen, juryvoorzitter bij de Nederlandse Draf- en Rensport en televisiepersoonlijkheid.
Modderman was een pionier van de mensport in Nederland. Hij was secretaris van de Stichting Draf- en Rensport. In de jaren '80 was hij chef d'équipe van de nationale ploeg. In 1982 won hij met zijn team goud. Sinds 1991 wordt er tijdens Breda Hippique, (nu Outdoor Brabant) gereden om de In Memoriam Daan Modderman Trofee. De meest succesvolle menner tot nu toe is IJsbrand Chardon, die deze prijs voor het laatst in 2014 voor de dertiende maal ontving. Op de renbaan Duindigt wordt jaarlijks het Daan Modderman Memoriaal verreden, waarvoor de familie Modderman ereprijzen beschikbaar stelt voor de winnende combinaties.
Modderman woonde sinds 1938 in een door hemzelf gerestaureerde voormalige jachtopzichterswoning genaamd De Haverkist, zonder elektriciteit of stromend water in de Onzalige Bossen bij De Steeg. Hij werd in 1979 geportretteerd in het NCRV-programma Showroom. Zijn humoristische optreden leverde hem landelijke bekendheid op. In de jaren 80 nam hij deel aan het panelprogramma Daar zeg je zowat van de NCRV. Dat programma werd gepresenteerd door Jan Fillekers en de overige panelleden waren Yvonne Keuls, Hans van den Bergh en Peter Faber.
Zijn begrafenis (hij werd met paard en wagen naar zijn laatste rustplaats gereden) werd een schouwspel dat de landelijke televisie haalde en een foto op de voorpagina van NRC Handelsblad opleverde. Na een kerkdienst in Rheden werd Modderman begraven op begraafplaats Heiderust in Rheden.

## Familie
Daan Modderman was een achterkleinzoon van de liberale politicus Hendrik Jacob Herman Modderman. Hij was een zoon van luitenant-ter-zee Jan Theodoor Tonco Modderman (1860-1933) en Huberta Adriana Robberta van Eck (1865-1950), dochter van Daniël van Eck en een zus van  Theodoor Guilliaam van Eck. Zijn tweelingbroer was Henk (H.J.H.T. Modderman), die ook in De Steeg woonde en eveneens paardenliefhebber was.
Modderman trouwde in 1935 met de Hongaarse Marika Vinsce Papp en in 1938 met Dorothea Frederika Louisa Louwman; uit het tweede huwelijk had hij een zoon, Arent Modderman (1939-2014). Deze woonde sinds het overlijden van zijn vader op De Haverkist, waar eerst in 2001 elektra aangelegd werd. Ook de lijkkoets was in zijn bezit en ook hij zou daarmee naar zijn laatste rustplaats Heiderust gebracht worden.